# The Perfect Evil In Mortal
Albums de Luna ad Noctum
Sempiternal Consecration
(2004)
The Perfect Evil In Mortal est le troisième et dernier album studio en date du groupe de black metal symphonique polonais Luna ad Noctum. L'album est sorti en 2006 sous le label Metal Mind Productions.
C'est le dernier album du groupe enregistré avec le claviériste Noctivagus Ignominous, qui va quitter Luna ad Noctum peu après la sortie de cet album.

## Musiciens
- Adrian Nefarious : Chant, Basse
- Thomas Infamous : Guitare
- Blasphemo Abyssum Invocat : Guitare
- Noctivagus Ignominous : Claviers
- Dragor Born In Flames : Batterie

## Liste des morceaux
1. Phantoms ov Wrath (intro) 1.38
2. The Perfect Evil in Mortal 5.43
3. Diablex Virus 4.25
4. Devilrising Impact 5.21
5. Humana Androide 5.08
6. Deviante Obscurante 4.28
7. Deceptive Fatality 4.55
8. Dimness in me 5.48
9. Loneliness Ruined my Life 5.40